# Louveciennes
Louveciennes är en kommun i departementet Yvelines i regionen Île-de-France i norra Frankrike. Kommunen ligger i kantonen Marly-le-Roi som tillhör arrondissementet Saint-Germain-en-Laye. År 2022 hade Louveciennes 7 744 invånare.  Det berömda Château de Louveciennes ligger nära Louveciennes.

## Befolkningsutveckling
Antalet invånare i kommunen Louveciennes
| Referens: INSEE |